# غلاوبر رودريغوس دا سيلفا
غلاوبر رودريغوس دا سيلفا هو لاعب كرة قدم برازيلي، ولد في 11 نوفمبر 1983. لعب مع بوتافوغو ريغاتاس ونادي ساو كريستوفاو.